# Patrick Pentz
Patrick Pentz (* 2. ledna 1997) je rakouský profesionální fotbalista, který hraje na pozici brankáře za dánský klub Brøndby IF a rakouský národní tým.

## Klubová kariéra
Svůj profesionální debut si odbyl 15. května 2016 při výhře 3:0 nad Sturm Graz.
Dne 9. července 2022 podepsal Pentz tříletou smlouvu s Reims ve Francii. Sezónu 2022/23 začal v Ligue 1 jako brankářská jednička Reims, než o tuto pozici přišel ve prospěch Yehvanna Dioufa.
Dne 27. ledna 2023 přestoupil Pentz do německého klubu Bayer Leverkusen na 2,5 roku. Dne 18. srpna 2023 Pentz přestoupil do Brøndby v Dánsku na roční hostování. Dne 10. června 2024 byla dohoda uzavřena natrvalo a Pentz podepsal s Brøndby čtyřletou smlouvu.

## Reprezentační kariéra
Svůj debut v seniorské reprezentaci si Pentz odbyl 29. března 2022, kdy nastoupil jako náhradník v přátelském zápase proti Skotsku.

## Statistiky

### Klubové
Platí k zápasu hranému 31. října 2024.
| Klub                | Sezóna            | Liga                | Liga   | Liga | Národní pohár | Národní pohár | Kontinentální | Kontinentální | Ostatní | Ostatní | Celkově | Celkově |
| Klub                | Sezóna            | Soutěž              | Zápasy | Góly | Zápasy        | Góly          | Zápasy        | Góly          | Zápasy  | Góly    | Zápasy  | Góly    |
| ------------------- | ----------------- | ------------------- | ------ | ---- | ------------- | ------------- | ------------- | ------------- | ------- | ------- | ------- | ------- |
| Austria Vídeň II    | 2014/15           | Regionalliga Ost    | 5      | 0    | —             | —             | —             | —             | —       | —       | 5       | 0       |
| Austria Vídeň II    | 2015/16           | Regionalliga Ost    | 11     | 0    | —             | —             | —             | —             | —       | —       | 11      | 0       |
| Austria Vídeň II    | 2016/17           | Regionalliga Ost    | 4      | 0    | —             | —             | —             | —             | —       | —       | 4       | 0       |
| Austria Vídeň II    | 2017/18           | Regionalliga Ost    | 1      | 0    | —             | —             | —             | —             | —       | —       | 1       | 0       |
| Austria Vídeň II    | Celkově           | Celkově             | 21     | 0    | —             | —             | —             | —             | —       | —       | 21      | 0       |
| Austria Vídeň       | 2015/16           | Rakouská Bundesliga | 1      | 0    | 0             | 0             | —             | —             | —       | —       | 1       | 0       |
| Austria Vídeň       | 2016/17           | Rakouská Bundesliga | 0      | 0    | 2             | 0             | 0             | 0             | —       | —       | 2       | 0       |
| Austria Vídeň       | 2017/18           | Rakouská Bundesliga | 24     | 0    | 2             | 0             | 5             | 0             | —       | —       | 31      | 0       |
| Austria Vídeň       | 2018/19           | Rakouská Bundesliga | 27     | 0    | 4             | 0             | —             | —             | —       | —       | 31      | 0       |
| Austria Vídeň       | 2019/20           | Rakouská Bundesliga | 16     | 0    | 0             | 0             | —             | —             | —       | —       | 16      | 0       |
| Austria Vídeň       | 2020/21           | Rakouská Bundesliga | 35     | 0    | 4             | 0             | —             | —             | —       | —       | 39      | 0       |
| Austria Vídeň       | 2021/22           | Rakouská Bundesliga | 32     | 0    | 2             | 0             | 2             | 0             | —       | —       | 36      | 0       |
| Austria Vídeň       | Celkově           | Celkově             | 135    | 0    | 14            | 0             | 7             | 0             | 0       | 0       | 156     | 0       |
| Reims               | 2022/23           | Ligue 1             | 7      | 0    | 0             | 0             | 0             | 0             | —       | —       | 7       | 0       |
| Bayer Leverkusen    | 2022/23           | Bundesliga          | 0      | 0    | 0             | 0             | 0             | 0             | —       | —       | 0       | 0       |
| Brøndby (hostování) | 2023/24           | Superligaen         | 27     | 0    | 3             | 0             | —             | —             | —       | —       | 30      | 0       |
| Brøndby             | 2024/25           | Superligaen         | 13     | 0    | 1             | 0             | 3             | 0             | —       | —       | 17      | 0       |
| Celkově v kariéře   | Celkově v kariéře | Celkově v kariéře   | 203    | 0    | 18            | 0             | 10            | 0             | 0       | 0       | 231     | 0       |

### Reprezentační
Platí k zápasu hranému 9. září 2024.
| Národní tým | Rok     | Zápasy | Góly |
| ----------- | ------- | ------ | ---- |
| Rakousko    | 2022    | 4      | 0    |
| Rakousko    | 2024    | 8      | 0    |
| Celkově     | Celkově | 12     | 0    |

## Úspěchy
Individuální
- Tým roku Rakouské Bundesligy: 2020/21, 2021/22